# Drumming Monkey Records
Drumming Monkey Records war ein deutsches Musiklabel mit Sitz in Düsseldorf, das von 2007 bis 2020 auf verschiedene Varianten von Rockmusik mit dem Schwerpunkt auf Punkrock ausgerichtet war.

## Geschichte
Die Plattenfirma wurde 2007 von Stephen George Ritchie gegründet, der insbesondere unter seinem Künstlernamen Vom Ritchie als Schlagzeuger der Band Die Toten Hosen bekannt ist. Neben Ritchie als geschäftsführender Gesellschafter sind dessen Ehefrau Mary Ritchie und Roman Thiel beteiligt. In einem Interview mit der Rheinischen Post zwei Jahre nach der Gründung bezeichnete Ritchie das Label als sein „größtes Hobby“. Zwischen 2007 und 2020 wurden, inklusive Singles und Kompilationen, 33 Produktionen veröffentlicht.
Als erstes Album erschien 2007 Perfect Crime von Wet Dog, einer der zahlreichen Bands, an denen Ritchie selbst als Musiker beteiligt ist. Zu den weiteren Veröffentlichungen gehören unter anderen Tonträger von befreundeten Musikern wie Casino Blackout, The Backyard Band, Cryssis, T. V. Smith, der in Düsseldorf ansässigen Indie-Rock-Band The Buggs, Pascal Briggs, dem Duo Meg’n Jez, dem sein Sohn Jez Ritchie angehört, und der Band B Bang Cider, in der Mary Ritchie spielt.
Im Jahr 2019 erschien mit dem Album "Fragment" der Band Casino Blackout die letzte Veröffentlichung auf Drumming Monkey Records. Aus Zeitmangel und der sich geänderten Gegebenheiten in der Musikbranche entschlossen sich die beteiligten Gesellschafter Mary Ritchie, Stepehen George Ritchie und Roman Thiel die gemeinsamen Firmenaktivitäten in aller Freundschaft zu beenden. Im Frühjahr 2020 erfolgte daher beim Amtsgericht Düsseldorf der Antrag auf Liquidation der Gesellschaft.
Der Back-Katalog von wird seitdem von Drumming Monkey Mitgründer und Gesellschafter Roman Thiel auf seinem neuen Label Hinterhof Produktionen verwaltet. Mit Casino Blackout, The Backyard Band und Vom Ritchies Nebenprojekt Cryssis stehen auch einige ehemalige Drumming Monkey Bands bei Hinterhof Produktionen unter Vertrag.

## Veröffentlichungen
- DRUM 01 – Wet Dog Heart (2007)
- DRUM 02 – Wet Dog Perfect Crime (2007)
- DRUM 03 – Corner Boys Molotov Cocktail (2007)
- DRUM 04 – TV Smith In the Arms of My Enemy (2008)
- DRUM 05 – B Bang Cider Teenage Wasteland (2008)
- DRUM 06 – Pascal Briggs The Mercenary (2009)
- DRUM 07 – The Razorquillz Don't Think in Words (2010)
- DRUM 08 – The Mattless Boys The Mattless Boys (2010)
- DRUM 09 – Mike Zero The Shape of Things to Come (2010)
- DRUM 10 – TV Smith Coming in to Land (2011)
- DRUM 11 – Cryssis Simple Men [Limited Edition] (2011)
- DRUM 12 – Cryssis Simple Men (2011)
- DRUM 13 – Cryssis School Days (2011)
- DRUM 14 – Argies Don’t Cry for Me (2012)
- DRUM 15 – Duncan Reid Little Big Head (2012)
- DRUM 16 – Cryssis Kursaal Nights (2013)
- DRUM 17 – Meg N Jez Follow It Down (2014)
- DRUM 18 – Die 95er Heimatverein (2014)
- DRUM 19 – Meg N Jez By Myself (2014)
- DRUM 20 – TV Smith I Delete (2014)
- DRUM 21 – Cryssis Fighting in Brighton (2014)
- DRUM 22 – Various Artists Aktion Rheinland (2015)
- DRUM 23 – The Backyard Band Second Hand (2016)
- DRUM 24 – The Buggs Symphony for the Minority (2016)
- DRUM 25 – The Lurkers GLM The Future’s Calling (2016)
- DRUM 26 – Casino Blackout Punkrocktape (2017)
- DRUM 27 – Casino Blackout Heimweh (2017)
- DRUM 28 – Cryssis 1976 (2018)
- DRUM 29 – TV Smith Useless (2017)
- DRUM 30 – The Buggs Instant Love (2017)
- DRUM 31 – Cryssis Jupiter Joe (2017)
- DRUM 32 – Cryssis Argentina (2019)
- DRUM 33 – Casino Blackout Fragment (2019)